# Л'Епифани (Квебек)
Л'Епифани (фр. L'Épiphanie) је град у Канади у покрајини Квебек. Према резултатима пописа 2011. у граду је живело 5.353 становника.

## Становништво
Према резултатима пописа становништва из 2011. у граду је живело 5.353 становника, што је за 16,2% више у односу на попис из 2006. када је регистровано 4.606 житеља.
| 2006. | 2011. |
| ----- | ----- |
| 4.606 | 5.353 |